# Бурити-ду-Токантинс

Бурити-ду-Токантинс на карте штата.

Бурити-ду-Токантинс (порт. Buriti do Tocantins) — муниципалитет в Бразилии, входит в штат Токантинс. Составная часть мезорегиона Западный Токантинс. Входит в экономико-статистический микрорегион Бику-ду-Папагаю. Население составляет  9 768 человек на 2010 год. Занимает площадь 251,919 км². Плотность населения — 38,77 чел./км².

## Демография
Согласно сведениям, собранным в ходе переписи 2010 г. Национальным институтом географии и статистики (IBGE), население муниципалитета составляет:
| Полное население                               | Полное население                               | Полное население                               | Полное население                               | 9 768 |
| ---------------------------------------------- | ---------------------------------------------- | ---------------------------------------------- | ---------------------------------------------- | ----- |
| в том числе:                                   | Городское население                            | 7 454                                          | Процент городского населения, %                | 76,31 |
|                                                | Сельское население                             | 2 314                                          | Процент сельского населения, %                 | 23,69 |
|                                                | Мужское население                              | 4 939                                          | Процент мужского населения, %                  | 50,56 |
|                                                | Женское население                              | 4 829                                          | Процент женского населения, %                  | 49,44 |
| Плотность населения, чел/км²                   | Плотность населения, чел/км²                   | Плотность населения, чел/км²                   | Плотность населения, чел/км²                   | 38,77 |
| Население муниципалитета в % к населению штата | Население муниципалитета в % к населению штата | Население муниципалитета в % к населению штата | Население муниципалитета в % к населению штата | 0,71  |

По данным оценки 2016 года население муниципалитета составляет 10 837 жителей.

## Статистика
- Валовой внутренний продукт на 2003 составляет 10.768.388,00 реалов (данные: Бразильский институт географии и статистики).
- Валовой внутренний продукт на душу населения на 2003 составляет 1.357,59 реалов (данные: Бразильский институт географии и статистики).
- Индекс развития человеческого потенциала на 2000 составляет 0,614 (данные: Программа развития ООН).

## Важнейшие населенные пункты
| № | Населённый пункт     | Населённый пункт (порт.) | Категория | Население чел. (2010) | На карте                       |
| - | -------------------- | ------------------------ | --------- | --------------------- | ------------------------------ |
| 1 | Бурити-ду-Токантинс  | Buriti do Tocantins      | город     | 7454                  | 5°19′10″ ю. ш. 48°13′36″ з. д. |
| 2 | Сентру-дус-Феррейрас | Centro dos Ferreiras     | поселок   | 661                   | 5°21′35″ ю. ш. 48°06′16″ з. д. |
| 3 | Вила-Униан           | Vila União               | поселок   | 606                   | 5°20′34″ ю. ш. 48°11′16″ з. д. |
| 4 | Боа-Сорти            | Boa Sorte                | поселок   | 330                   | 5°20′25″ ю. ш. 48°08′42″ з. д. |
| 5 | Канаан               | Canaã                    | поселок   | 147                   | 5°21′57″ ю. ш. 48°10′30″ з. д. |